# Warner Music Japan
Warner Music Japan Inc (株式会社ワーナーミュージック・ジャパン) est un important label de musique japonais, division de Warner Music Group, créé en 1970 sous le nom Warner Pioneer puis renommé Warner Music Japan en 1991.

## Labels
- A.K.A. Records
- A'zip Music
- Atlantic Records Japan
- Dream Machine
- East West Records Japan
- Entrance
- Futurista
- Garland
- Jupiter
- MOON RECORDS
- N.A.T.
- Organon
- PASION RECORD!
- Photon
- Planets
- Real Note
- Reprise Records Japan
- Rhino Records Japan
- Roadrunner Records Japan
- root of style
- SAMURAI ROCK
- Sprouse
- TACO RECORDS
- Trinitas
- unBORDE
- Vybe
- Warner Sunset
- WEA Japan
- World Art

## Artistes
- Ailee
- Aimyon
- Akiko Wada
- Block B
- BRADIO
- Bonnie Pink
- Coldrain
- Chanmina
- Chisato Moritaka
- CN BLUE
- D'erlanger
- F.T. Island
- Galneryus
- Gesu no Kiwami Otome
- Mari Iijima
- Minami
- Yōjirō Noda
- Yui Aragaki
- Yui Asaka
- Tomomi Kahara
- Twice